# Allium nebrodense
El ajo del Nebrodi, también denominado ajo de la Madonia (Allium nebrodense Guss.), es una planta que pertenece a la familia de las  Liliaceae, planta endémica del distrito de la Madonia en Sicilia.

## Descripción
Es una planta herbácea geófita bulbosa, alta que alcanza una altura entre 12 y 25 cm.
Tiene un tallo grácil (1,5 mm de diámetro) que termina con una inflorescencia pauciflora umbeliforme. Los tépalos son de color amarillo parduzco, con difuminaciones rosáceas.

## Distribución yhábitat
Es un endemismo de Sicilia, exclusivo del distrito madonita.

## Taxonomía
Allium nebrodense fue descrita por  Giovanni Gussone y publicado en  Fl. Sicul. Prodr. 1: 404 (1827).
Etimología
Allium: nombre genérico muy antiguo. Las plantas de este género eran conocidos tanto por los romanos como por los griegos. Sin embargo, parece que el término tiene un origen celta y significa "quemar", en referencia al fuerte olor acre de la planta. Uno de los primeros en utilizar este nombre para fines botánicos fue el naturalista francés Joseph Pitton de Tournefort (1656-1708).
nebrodense: epíteto
Sinonimia
- Allium flavum subsp. nebrodense (Guss.) Nyman
- Allium flavum var. nebrodense (Guss.) Regel[4]